# Timerjovo
Timerjovo (Russisch: Тимерёво) is een archeologische vindplaats in Rusland, nabij het dorp Bolsjoje Timerjovo, zeven kilometer ten zuidwesten van Jaroslavl. In Timerjovo is het grootste aantal vroeg-middeleeuwse Arabische munten van Noord-Europa gevonden.

## Beschrijving en geschiedenis
De vindplaats beslaat een gebied van vijf hectare en heeft geen fortificaties. De plek lijkt in gebruik te zijn geweest door de Varjagen vanuit hun hoofdvestiging in Sarskoje gorodisjtsje, nabij Rostov. Net als Sarskoje ligt het niet te ver van een belangrijke vaarroute, de Wolga. Grote hoeveelheden Arabische munten wijzen erop dat het een belangrijke Scandinavische handelspost was in de nabijheid van de handelsroute over de Wolga.
In de 9e eeuw vonden de eerste vestigingen plaats door Noorse handelslui en plaatselijke bevolking. De datering is gebaseerd op drie grote schatten dirhams die sinds de jaren 1960 bij Timerjovo zijn ontdekt. De eerste vondst van ongeveer 2100 munten werd meegenomen voordat deskundigen hoorden over het bestaan ervan. Er zijn slechts 17 munten van bekend, de oudste is gedateerd op het jaar 867. Een andere vondst van ruim 2000 dirhams (zowel intact als in stukjes), was de grootste van dergelijke munten ooit in de vroege middeleeuwen. De oudste munt werd uitgegeven door Idris II van Marokko, die regeerde tussen 805 en 828. Veel dirhams bevatten runengraffiti die erop is gekrast.
De plaats werd tegen het eind van de 9e eeuw verlaten maar 50 jaar later weer in gebruik genomen. In die periode werden minstens 400 koergans aangelegd. Het begrafenisritueel hield meestal crematie in. Opgravingen brachten een ongewone hoeveelheid Scandinavisch aardewerk en crucifixen aan de oppervlakte. Dit duidt erop dat een groot deel van de Noorse bevolking was gekerstend. Andere vondsten bestonden uit barnstenen artefacten uit het Oostzeegebied, een unieke braadoven, een spatha-zwaard van de maker Ulfberht aan de Rijn, en een schaakstuk met runen-inscriptie.
In het begin van de 11e eeuw werd de plaats definitief verlaten, wat samenviel met de achteruitgang van Sarskoje Gorodisjtsje en de stichting van Jaroslavl. De meest recente munt die in Timerjovo werd gevonden, was in omloop gebracht door Bruno II van Friesland, en is daarmee gedateerd tussen 1038 en 1057.

## Soortgelijke vindplaatsen
In de omgeving van Jaroslavl zijn nog een aantal vindplaatsen uit de vroege middeleeuwen ontdekt. Die van Michailovskoje direct ten noorden van de stad werd vanaf de 19e eeuw tot 1961 onderzocht en uitgegraven. Van de 400 kruiwagenladingen bevatte slecht 4% Scandinavische vondsten. De meeste begraven personen waren Slaven en Wolgafinnen. De vindplaats Medvezjy Oegol in het centrum van Jaroslavl, bleek een eenvoudige, voornamelijk Wolgafinse vestiging. Bij Petrovskoje ten zuiden van de stad werden 26 grafheuvels gevonden, de meeste zijn nog niet uitgegraven. Deze vindplaatsen dateren uit het midden van de 10e eeuw.
Hoewel Scandinavische vondsten een erg klein deel van het totaal vormen, en nog geen duidelijke aanwijzing is gevonden van een volwaardige Noorse vestiging, denken deskundigen dat binnen de Slavische bevolking van het gebied een Noorse kolonie bestond, die een rustplaats was halverwege de route van het thuisland van de Vikingen naar het oosten. Archeoloog Igor Doebov, die in de jaren 1970 opgravingen deed, ziet het als een centrum, misschien de hoofdstad, van het mysterieuze Arthania dat wordt genoemd door Ibn Hawqal.